# Universiteit van Chicago
De Universiteit van Chicago (Engels: University of Chicago) is een privé-universiteit, voornamelijk gevestigd in de wijk Hyde Park van de Amerikaanse stad Chicago, Illinois. De universiteit is in 1890 door John D. Rockefeller opgericht. De eerste lessen werden gegeven in 1892. De Universiteit van Chicago behoort tot de meest prestigieuze universiteiten ter wereld. Volgens The Times Higher Educational Supplement is het de op de drie na beste universiteit in Noord-Amerika en de op zes na beste van de wereld. De theologische opleiding (Divinity School) is volgens de gezaghebbende National Research Council de beste van de VS. De rector magnificus van de universiteit is Robert Zimmer.
Het motto van de school is: Crescat Scientia; Vita Excolatur (Laat de kennis groeien, zo wordt het leven verrijkt).
De universiteitscampus telt 243 gebouwen en is 84,4 hectare groot.

## Onderzoeksinstituten
- Het Oriental Institute is een onderzoekscentrum en museum voor het oude Nabije Oosten.
- Het Fermilab is een samenwerking tussen de universiteit en de Universities Research Association waar onderzoek gedaan wordt naar deeltjesfysica.